# Biedrzykowice
Biedrzykowice – wieś sołecka w Polsce położona w województwie świętokrzyskim, w powiecie pińczowskim, w gminie Działoszyce, przy DW768.
Do 1954 siedziba gminy Sancygniów. W latach 1954–1972 wieś należała i była siedzibą władz gromady Biedrzykowice. W latach 1975–1998 miejscowość administracyjnie należała do województwa kieleckiego.

## Części wsi
| SIMC    | Nazwa   | Rodzaj    |
| ------- | ------- | --------- |
| 0236949 | Figura  | część wsi |
| 0236955 | Pagórek | część wsi |
| 0236961 | Piekło  | część wsi |

## Historia
Nazwa wsi pochodzi od staropolskiej nazwy osobowej Biedrzych. W latach 1389–1787 brzmiała ona Bedrzichouicze. Wspomina wieś Długosz L.B. (t.II s.73), posiadała wówczas 7 łanów kmiecych, z których dziesięciny oddawano do kościoła w Słaboszowie.
Według spisu miast, wsi, osad Królestwa Polskiego z roku 1827, wieś posiadała 16 domów i 117 mieszkańców. 
W II połowie XIX wieku wieś w dobrach Sancygniów posiadała osad 31, ziemi mórg 195 (zobacz opis Sancygniowa w SgKP, [w:] Słownik geograficzny Królestwa Polskiego, t. X: Rukszenice – Sochaczew, Warszawa 1889, s. 265.)
Według spisu powszechnego z roku 1921 Biedrzykowice posiadały: 41 budynków w tym 40 mieszkalnych i 303 mieszkańców